# Sveinbjörn Beinteinsson
Sveinbjörn Beinteinsson est un fermier, poète, chanteur et chef spirituel païen islandais né le 4 juillet 1924 et décédé le 24 décembre 1993. Il est l'un des fondateurs de la communauté Ásatrú et le fondateur de l'association religieuse islandaise Ásatrúarfélagið et le premier Allsherjargoði (« le goði de toutes les armées ») de cette communauté depuis 1972 jusqu'à son décès en 1993. Il joua un rôle déterminant dans la reconnaissance par le gouvernement islandais de l'Ásatrú et de l'Ásatrúarfélagið.

## Biographie
Sveinbjörn Beinteinsson est né à Grafardal, fils du fermier Beinteinn Einarsson et Helga Pétursdottir. Très jeune, il s'intéresse aux dieux anciens et aux mythes nordiques ainsi qu'aux sagas et autres contes. À 16 ans, Sveinbjörn Beinteinsson écrit déjà ses premiers poèmes sur les anciens dieux. 
Il passe sa vie entière dans l'ouest de l'Islande, vivant presque comme un ermite. D'abord éleveur de moutons, il poursuit en parallèle un intérêt pour la littérature et notamment les Ríma, sortes de poèmes épiques traditionnels islandais. En 1945, il publie un recueil de poèmes basé sur la forme des Ríma. 
En 1972, il crée l'Ásatrúarfélagið (« l'association Ásatrú »), une association chargée de gérer et développer l'Ásatrú en Islande et dont il est l'Allsherjargoði ou grand prêtre jusqu'à sa mort. Sveinbjörn Beinteinsson décide de créer cette association durant l'hiver 1971/1972 en réponse aux sectes chrétiennes venues en grand nombre en Islande, telles que les Enfants de Jésus ; il désire alors s'appuyer sur les cultes ancestraux de l'Islande dont l'histoire est riche.
Il est une personne très respectée au sein de cette religion, non seulement en tant que rénovateur de celle-ci mais aussi pour ses qualités de poète et chanteur. De plus, sa renommée dépasse l'Islande et gagne de nouveaux auditeurs et croyants à travers l'Europe et l'Amérique du Nord ; elle est par moments associée à certains festivals de musique. Sveinbjörn Beinteinsson peut notamment être entendu sur l'album Ragnarok du groupe Burzum, chantant sur le film Rokk í Reykjavík ou récitant des rites de mariage Ásatrú pour Genesis P-Orridge et Paula P-Orridge sur l'album de Psychic TV Live in Reykjavik.
Le 3 mai 1973, il réussit à faire reconnaître l'Ásatrúarfélagið par le gouvernement islandais comme religion officielle d'État, pouvant par conséquent marier et baptiser les citoyens islandais qui le souhaitent. Pour convaincre le gouvernement islandais de reconnaître sa religion, Sveinbjörn Beinteinsson doit rencontrer le ministre de la Justice et des affaires religieuses de l'époque et expliquer ses intentions. Durant les pourparlers précédant la décision de reconnaître ou non la religion, l'Église luthérienne islandaise s'oppose officiellement à la reconnaissance de l'Ásatrú. 
En 1982, Beinteinsson réalise un album appelé Eddukvæði (« chansons de Edda poétique ») dans lequel il récite, dans le style des rímur, 75 strophes tirées des textes Hávamál, Völuspá et Sigrdrífumál. De plus, l'ancien membre du groupe Psychic TV David Tibet réalise un disque de Sveinbjörn Beinteinsson interprétant ses textes et poèmes intitulé Current 93 presents Sveinbjörn 'Edda.

## Œuvres
- Gömlu lögin : livre de rímur (1945)
- Bragfraedi og Hattatal : texte et une cassette de rímur et de verset des Edda (1953)
- AllsherjargodinnReidljod : livre de ses propres rímur (1957)
- Heidin : livre de ses poèmes personnels (1984)
- Bragskogar (1989)
- Autobiographie (1992)

## Enregistrements
- Vandkvaed (1957)
- Edda (1991)